# Coventry (Rhode Island)
Coventry es un pueblo ubicado en el condado de Kent en el estado estadounidense de Rhode Island. En el año 2004 tenía una población de 33,668 habitantes y una densidad poblacional de 113.7 personas por km².

## Geografía
Coventry se encuentra ubicado en las coordenadas 41°41′38″N 71°35′45″O / 41.69389, -71.59583. Según la Oficina del Censo, la ciudad tiene un área total de 161 km² (62,2 mi²), de la cual 154 km² (59,5 mi²) es tierra y 7,3 km² (2,8 mi²) (4.49%) es agua.

## Demografía
Según la Oficina del Censo en 2000 los ingresos medios por hogar en la localidad eran de $51,987, y los ingresos medios por familia eran $60,315. Los hombres tenían unos ingresos medios de $40,174 frente a los $29,357 para las mujeres. La renta per cápita para la localidad era de $22,091. Alrededor del 5.2% de la población estaban por debajo del umbral de pobreza.